# 萨哈林州
萨哈林州（羅馬化：Sakhalinskaya oblast）是俄罗斯联邦主体之一，隶属于遠東聯邦管區，包括库页岛（萨哈林岛）和千岛群岛。总面积87,100平方公里，2020年统计人口488,257人，首府是南萨哈林斯克。

## 历史
薩哈林州的原住民族是尼夫赫人、鄂羅克人和阿伊努人。蒙元曾征服库页岛，时称库页岛为“骨嵬”，属辽阳行省。明朝初年，朝廷遣亦失哈经营东北地区，并在时称“苦兀”的库页岛上设立了囊哈儿卫、兀烈河卫和波罗河卫，恢复了库页岛驿传。清時期，薩哈林島的原住民臣服於中國並向朝廷進貢，18世纪到19世纪初萨哈林岛的居民与满清有活跃的贸易关系，清廷從未在該島建立軍事據點。而日本自江戶時代開始向該島殖民。
鲍里斯·彼得罗维奇·波列沃伊认为，1640年夏时，伊万·尤里耶维奇·莫斯科维京已发现该岛。1643年，馬丁·弗里斯发现了萨哈林岛和千岛群岛。他误认为萨哈林岛海岸是北海道岛的北海岸，得抚岛的西北海岸误认为是美洲的西海岸，在那之后很长一段时间里这片地区在西欧和俄罗斯的地图上都没被准确描绘。同年，瓦西里·达尼洛维奇·波亚尔科夫从原住民处了解到黑龙江口存在一个大岛，并收集了其信息。1679年，松前藩在該島建立第一個殖民據點大泊，即今科爾薩科夫。1697年弗拉基米尔·瓦西里耶维奇·阿特拉索夫远征堪察加半岛期间，从当地的“外国人”处收到了有关半岛南部的群岛的消息。1709年（康熙48年），清廷派耶稣会修士测量版图，得知在黑龙江河口处有一个岛存在，翌年测量队横渡鞑靼海峡到了库页岛，该岛从此出现在了中国的地图上。1711年，堪察加的哥萨克人杀死了三名堪察加半岛的职员并逃往了千岛群岛。8月，在丹尼拉·安齐费罗夫和伊万·彼得罗维奇·科济列夫斯基的领导下，堪察加哥萨克分队在千岛群岛最北端的岛屿占守岛登陆。居住在岛上的的阿伊努人试图抵抗哥萨克人，但失败了。之后哥萨克人试图进攻下一个岛幌筵岛，由于没能打过土著而撤回。1712年，新任命的堪察加半岛书记员В·科列佐夫命令科济列夫斯基从洛帕特卡角出发访问千岛群岛和日本。部队先在占守岛短暂停留，尔后进攻幌筵岛。经过3场战斗后，部队凭借优势的装备使幌筵岛的土著向俄罗斯称臣并缴纳牙萨克。1719年初，彼得一世决派遣一支官方的探险队前往太平洋，包括测量员和航海И·В·耶夫列伊诺夫和Ф·Ф·卢任。耶夫列伊诺夫编制了堪察加半岛和千岛群岛地图，显示了位于堪察加半岛以南的14个大岛和几个小岛。1742年，第一个俄国人舍利京克登陆库页岛。1787年，拉彼鲁兹伯爵到訪。日本殖民者强迫北海道的阿伊努人去南千岛群岛从事渔业工作，土著人不堪压迫，于1789年掀起了反抗日本殖民的起义。1805年，伊万·克魯森施滕到訪。間宮林藏於1809年首先證實薩哈林島是與亞洲大陸相隔的一座島嶼。由於擔心俄羅斯在東北亞的擴張，日本於1845年單方面宣佈對整個薩哈林島擁有主權。隨後在1849年，俄羅斯人根納季·涅韋爾斯科伊在阿穆尔探险中探索了萨哈林岛的海岸，并第一個在地圖上將薩哈林島標記成一個島嶼。雖然中國和日本同時主張對該島擁有主權，但俄羅斯殖民者無視這些主張，他們自1850年代開始在島上建立煤礦、行政設施、學校、監獄及教堂。1853年，岛上建立了第一个俄国定居点穆拉维约夫哨所。同年克里米亚战争爆发，为预防英法海军可能的威胁，在次年的5月30日这个哨所被撤除。1855年，俄羅斯同日本簽訂《下田條約》，確定俄羅斯人可以向薩哈林島北方殖民，而日本人可以向南方殖民，雙方在該島上不分明顯的國界，并沿择捉水道划分千岛群岛，同时日本为英法海军进攻俄国在太平洋沿岸的定居点和军事城堡提供便利。当年，英法军队占领了得抚岛，并更名为“联盟岛”，他们还将千岛群岛命名为“雾群岛”。其时，根据《安政条约》，英法军从函馆向占领的岛上运送补给，并任命阿留申人当岛的管理者。1856年，俄国与英法缔结和约，英法在千岛列岛占领的所有岛均返还俄国。自1857年起，該島成為俄羅斯犯人的流放地。第二次鸦片战争之后，清朝于1858年和1860年相继签订《瑷珲条约》及《中俄北京条约》，将黑龙江（阿穆尔河）以北、乌苏里江以东的土地割让给俄罗斯。1875年，俄羅斯與日本簽訂《聖彼得堡條約》，日本割讓薩哈林島南方給俄羅斯，俄羅斯則將千島群島割讓給日本。1884年，俄方在其领土上建立了萨哈林省。安东·契诃夫于1890年访问萨哈林岛，写就了《萨哈林岛》一书。1897年的第一次全俄人口普查显示，总计两万八千名俄国臣民居住在萨哈林省。

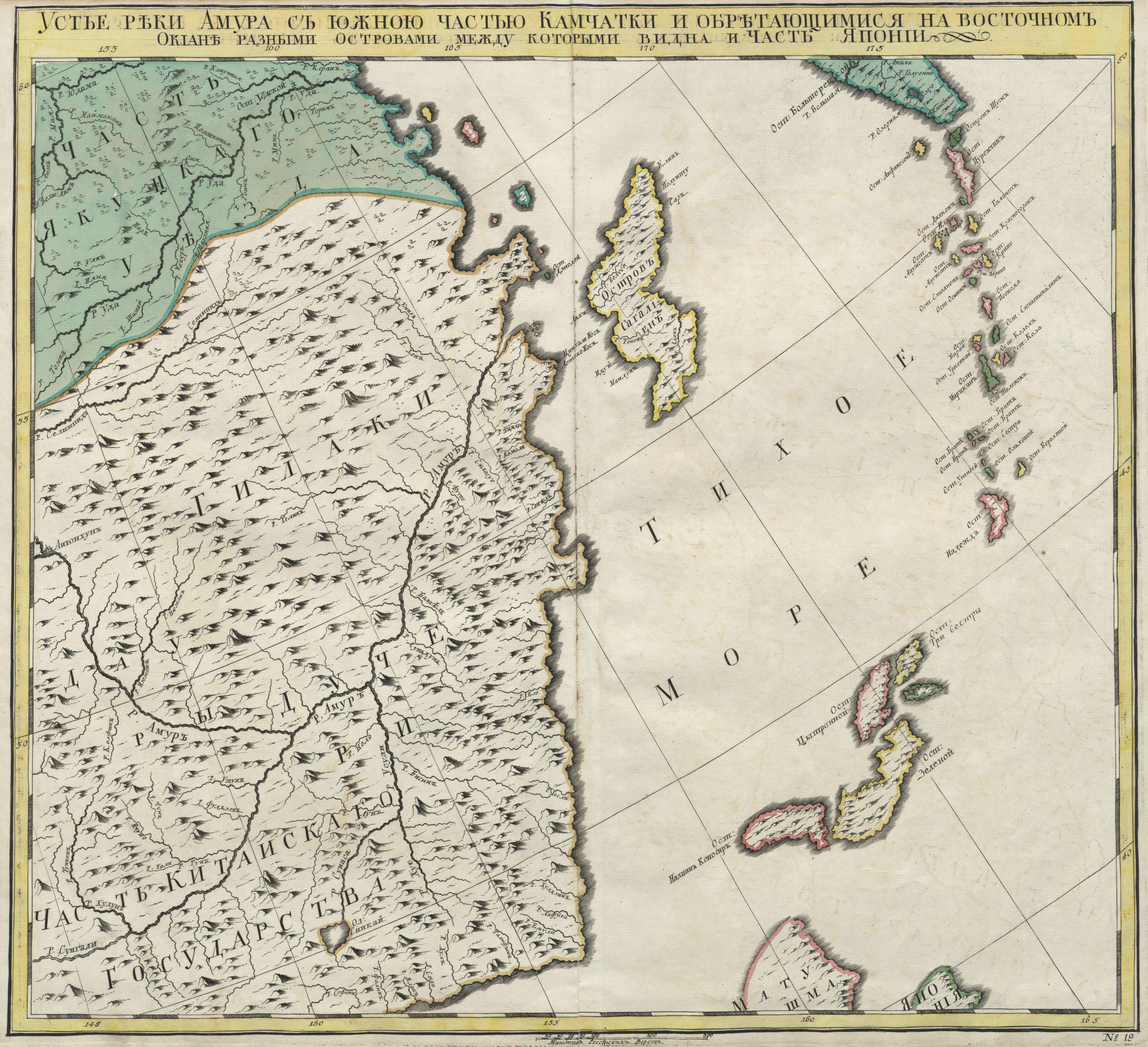
1745年俄国人对萨哈林州周围的认识

1885年萨哈林岛地图

库页岛远离俄国核心区域，俄在岛上军事部署薄弱，几乎没有海防，官员腐败。1904年，日俄战争爆发，萨哈林州所在区域成为战争前线。1月28日，俄政府在库页岛上动员军队，从农民和罪犯当中招募士兵，罪犯可借此获得减刑。占领萨哈林岛是日本的战前既定目标，战争中日军多次计划夺取萨哈林岛，均因故被否决。次年5月，在对马海战中俄海军在远东的力量被消灭殆尽，俄方已不可能在海上威胁到日军。长冈外史致电儿玉源太郎就对夺取库页岛请求帮助。6月17日，天皇命令第13师团准备进攻。7月7日，日军发动桦太战役，在梅利亚（今普里哥罗德诺耶）和猫头鹰谷间的阿尼瓦湾岸边登陆，并占领了科尔萨科夫。10日占领弗拉基米罗夫卡（今南萨哈林斯克）。24日，日军登陆亚历山德罗夫斯基哨所（今萨哈林岛亚历山德罗夫斯克）。31日，萨哈林岛军事长官米哈伊尔·李雅普诺夫投降。日俄战争之后，根据8月10日签订的《朴茨茅斯和约》，萨哈林岛南部被割让给日本，日本以其地设置桦太厅，首府为丰原（今南萨哈林斯克）。1909年，俄国以剩余的库页岛北半部设萨哈林州。1918年，萨哈林州由萨哈林岛自治集体管理。1920年，趁俄国内战危机，日本借口尼港事件占领萨哈林岛北部，1925年归还苏联。1926年起，库页岛北部属滨海边疆区的萨哈林省。1932年10月20日，薩哈林州建立，隸屬於遠東邊疆區。1938年至1947年隸屬於哈巴羅夫斯克邊疆區。
1945年8月，苏联根据《雅尔塔协议》进攻日军。11日，开始庫頁島戰役，苏军由萨哈林岛北部向桦太岛南部进军。18日，苏军开始夺取占守岛，开展千島群島登陸行動。25日在大泊（今科尔萨科夫）登陆。到9月，苏军已完全占领库页岛和千岛群岛。1946年2月2日，蘇聯在原日本樺太廳的轄境上設置南薩哈林州。1947年1月2日，撤銷南薩哈林州，併入薩哈林州。1947年自哈巴羅夫斯克邊疆區獨立建制。薩哈林島上居住的日本人几乎被全部遣返回日本，但有三分之一的朝鮮人留在了島上，成為庫頁島朝鮮族，少数残留的日本人成为库页岛日本人。
1950年，苏联利用囚犯开始修建鞑靼海峡隧道。1953年，工程随斯大林的逝世而废止。当年3月21日，拉夫连季·帕夫洛维奇·贝利亚向苏联部长会议主席团提交了一份决议草案，以停止这项建设。这项工程已开工3年多，距计划投入使用还有两年多。在第一阶段的1953年底，计划通过海上渡轮连接岛屿和大陆，自1955年通过隧道连接。施工终止时，地下工程才将开始。1954年，赫鲁晓夫率党和国家领导人视察库页岛，他在州党委大楼门口向群众发表讲话。他认为，萨哈林州气候宜人，建议将该州从极北地区划出去。1956年，州的大部分地区从极北地区的名单上撤除，并划入相当于极北地区的偏远地区的名单。对于在萨哈林岛中部和南部地区工作的人，休假期限和津贴减少，而退休年龄提高。自1955年以来，萨哈林岛地区已成为移民外流的地区，该地区以前抵达的人数超过了离开的人数。州人口在1956年达到一个峰值68.9万人，此后逐年下降。
在此期间，渔业仍然是经济的主要部门。在1950年代初期，鄂霍次克海和日本海沿岸地区的鲱鱼种群减少，到1957年，这种鱼类的接近完全停止。自1958年以来，鲑鱼的捕捞方式和渔获量有所减少。这促使渔民寻找新的区域和捕鱼对象。为此，组织了一支能够在公海上捕鱼的捕鱼船队。1952年至1953年，15艘围网渔船和18艘中型拖网渔船抵达位于涅维尔斯克的萨哈林岛海上捕鱼基地。由于舰队的建立，萨哈林岛渔民能够从沿海捕鱼转向公海捕鱼。早在1954年，远海渔船捕鱼就首次超过了沿海捕鱼。向远海捕鱼的过渡暴露了缺乏在岸上接收和加工鱼类的能力，自1958年以来，船队补充了在公海上执行这些作业的浮动基地。与此同时，船队补充了冷藏运输船、趸船和油轮。在1960年代初期，萨哈林岛出现了大型冷冻拖网渔船。海上捕鱼基地分布在三个港口，主营中型拖网渔船的涅维尔斯克，霍尔姆斯克长于围网渔船、浮动基地、运输船，以及大型冷冻拖网渔船集聚的科尔萨科夫。自1950年代后期以来，捕鱼探险一直在白令海东部、滨海边疆区和堪察加半岛沿岸、鄂霍次克海北部进行，这一时期的主要捕鱼类型是以前被用作饲料产品的比目鱼、鲱鱼和狭鳕。捕鱼区自然和气候条件恶劣。1965年1月18日至19日晚上，由于布里斯托尔湾的暴风雨和结冰，四艘萨哈林州的渔船“博克西托哥尔斯克”、“塞别日”、“塞夫斯克”和“纳希切万”失事，106名水手死亡。同时在1950年代，苏联政府将萨哈林岛的木材工业机械化。收到了链锯、强大的柴油集材机和木材卡车。工作组织发生了变化，企业转而以小型综合组的形式工作。采伐的木材顺流而下，导致产卵场淤积，并为鲑鱼的产卵制造了障碍，到1960年代初，废止漂流，转而通过公路和铁路出口木材。在萨哈林岛煤矿的开发中，主要是地下采矿，使得当地煤炭的开采在远东地区最昂贵。萨哈林煤的成本是苏联平均水平的2.3倍，是远东经济区平均水平的1.8倍。岛上开采的煤炭中有四分之三在岛上使用，约5%的煤炭出口到日本。萨哈林岛煤炭的主要当地消费者是占煤炭消费量的60%的纸浆和造纸业，此外还有发电厂、公共事业、铁路、渔业和海洋。石油工业迅速增长。在大规模勘探和钻探工作的过程中，发现了通戈尔和科连多油田。二次石油生产方法开始使用。1953年到1964年的石油年产量几乎增加了三倍，从80万吨增加到220万吨。电力工业分散，1955年有800多家发电厂，电力成本高、工业效率低下。在1950年代后期，开始建设萨哈林岛北部最大的、以天然气为燃料的奥卡热电厂。农业效率低下，集体农庄一半的农作物和国营农场的三分之一农作物为谷物所占据，这些谷物的产量极低。地区的需求主要通过提供粮食来满足，占比分别为15%和18%的地蛋和蔬菜自给自足程度最高。1958年到1960年间，农业重组，在原有59个集体农场、8个机器和拖拉机站以及14个国营农场的基础上创建了32个国营农场，专门种植地蛋和蔬菜，养殖奶牛群、家禽和猪。运输和通讯领域蓬勃发展。1960年，一个电视中心开始在南萨哈林斯克广播，1964年建造了一个新机场，可以起降 An-24、An-10 和 Il-18 飞机，减少了飞往莫斯科和其他目的地的飞行时间。到1960年代中期，萨哈林航运公司的大部分船队——72艘船的动力从煤炭转换为液体燃料。

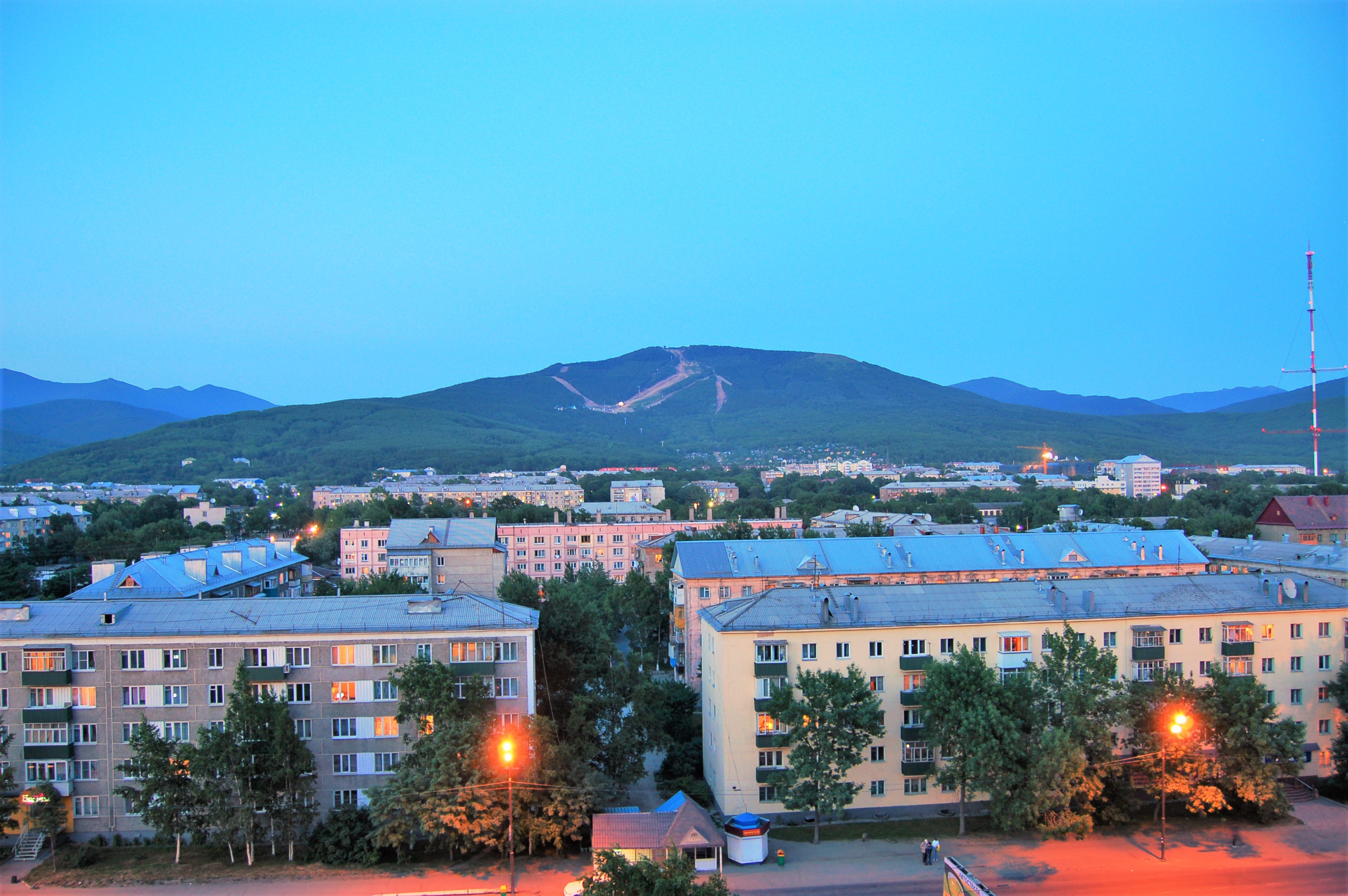
南萨哈林斯克1960-1970年代开发的住宅

在“发达社会主义”时期，渔业仍是萨哈林州的主要产业，占所有工业产值的40-45%。在此期间，鱼类产量增长了2.4倍，从38.2万吨增加到93.1万吨；鱼罐头产量增长了3.8倍，从7400万罐增加到2.78亿罐。海洋渔业得到了积极发展。岛上渔民三分之二的渔获量是狭鳕。渔获物的加工和适销产品的放行主要在浮动基地、大型冷冻拖网渔船和单拖渔船的捕鱼区进行。1976年，苏联与当时的许多其他国家一样，建立了一个200英里的经济区。在外国水域捕鱼变得更加困难，渔民将注意力转向在本国的原材料基地日本海和白令海，以及几乎整个鄂霍次克海和与千岛群岛相邻的太平洋地带。在1971年萨哈林岛渔民在萨哈林岛-千岛盆地捕获了一半的渔获量，在1976年增加到大约80%。这一趋势引起了苏联政府对本国海岸附近生物资源繁殖问题的注意，鲑鱼的情况尤为严峻。开设了18个新的鱼类孵化场。船队的增加创造了对船舶修理业现代化的需求，在涅韦尔斯克重建了一座带干船坞的造船厂，在霍尔姆斯克建造了一座带有起重滑道的造船厂，在科萨科夫、亚历山德罗夫斯克-萨哈林斯基和北库里尔斯克组织建设了修船坞。木材、纸浆和造纸工业已达到其发展的顶峰。1975年，木材的砍伐量为390万立方米，此后该行业开始衰落。70年持续的森林砍伐以及森林火灾导致木材存量枯竭。在这一时期内，当地的纸浆和造纸厂始终无法达到苏联领导层在1964年确定的纸浆50至60万吨和纸张25到30万吨生产的指标。煤矿开采稳步发展，引入了自动化工具，采矿机和联合机的数量有所增加。矿工向该地区的所有消费者提供煤炭，在某些年份燃料销售甚至遇到困难。1979年，煤炭产量达到了整个苏联时期的最高水平，即580万吨。在1980年代，由于产能退役，该行业开始衰落，到那时有13个煤矿，莱蒙托夫斯基和诺维科夫斯基煤矿在运营。1984年的炭产量为470万吨，低于1965年的水平。与此同时，该地区对煤炭的需求达到550万吨，需要进口煤炭。在1970年代后期，煤炭约占国家燃料平衡总量的一半，而在萨哈林州，煤炭占近四分之三。石油和天然气行业处于停滞状态。石油产量在每年250万吨的水平上波动，到1984年，天然气产量达到7950亿立方米。自1950年代中期以来使用的二级石油生产方法不允许增加旧油田奥哈、加丹里和东艾哈比的产量。从1967年开始在高压下将热水和过热蒸汽注入油藏，粘性油进入地表。在鄂霍次克海开展了新的油气田搜索，从岸边勘探和野外钻探，自1970年代后期以来通过浮动钻机开采。海上石油项目启动，1975年缔结了苏日合作总协定。

萨哈林地区的鱼类捕捞、木材出口和造纸图表
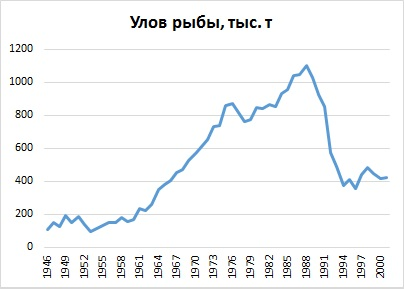
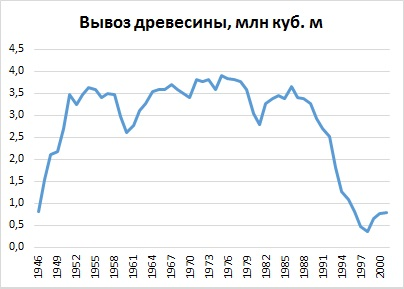
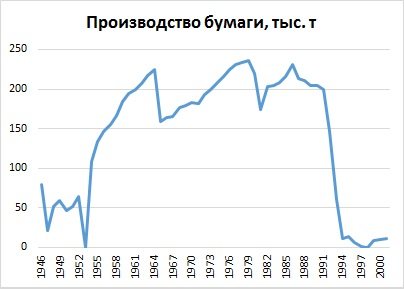

萨哈林地区的煤炭、石油和天然气生产图表
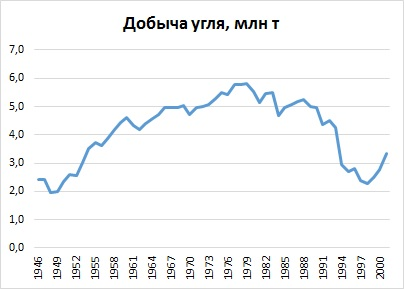
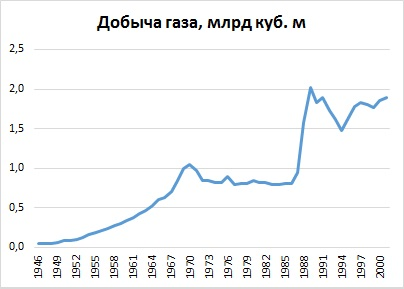
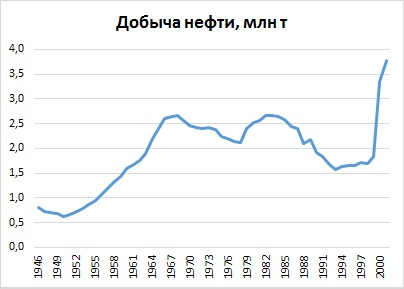

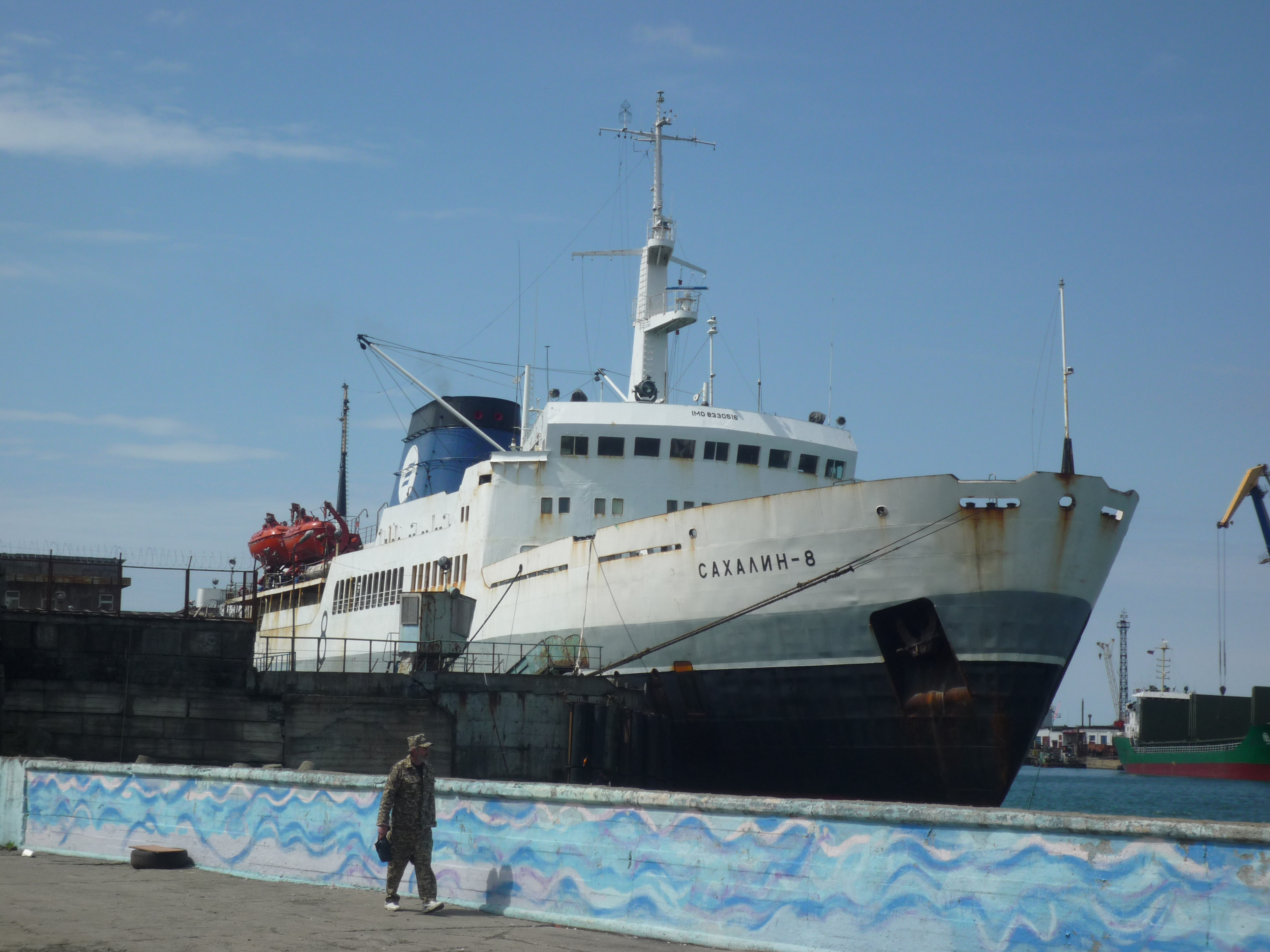
渡轮“萨哈林-8”

电力行业有着最显著的发展。在1965年莱蒙托夫斯科耶煤矿的基础上，启动了萨哈林 ГРЭС的第一台涡轮机组。1972年，该发电厂的设计容量达到 315兆瓦。在1976年到1980年中，为消费者提供电力和热力的南萨哈林斯克热电厂达到了满负荷运转。两座发电厂和数百公里的电力线的建设为建立萨哈林岛的统一能源系统提供了基础。农业得到了国家的大力支持，资本投资超过10亿卢布，投资于奶牛群的更新、机械化、增加农业能源供应和土地开垦。自1970年代以来劳动力短缺，资本投资效率下降。1981年台风菲利斯过境时，许多地区的肥沃土层被冲走。1973年启动了瓦尼诺—霍尔姆斯克铁路轮渡，1971年在波亚索克地峡、1979年为波贝迪诺-诺格利基铁路修建了一条连接铁路，并铺设了奥哈-共青城第二阶段和蒙吉-波吉比输油管道。在1970年代初期，铁路燃料从燃煤转为烧油。1965年到1980年萨哈林地区的航空客运量翻了一番，从每年25万人次增加到50万人次。这一时期是该地区整个历史上住房建设的高峰期，建造了600万平方米的住房。到1980年，住宅供水率达到75%，污水处理和中央供暖率均达69%。在1961年到1980年，为31,000名儿童建造了幼儿园和托儿所，为70,000名学生建造了149座校舍。修建了区、州和南萨哈林斯克市医院的新建筑以及萨哈林疗养院。人民的生活水平提高了，平均月薪翻了一番。1965年到1980年，每年向人民销售的家用电器销量有所增加，冰箱从400台增加到1,300台，真空吸尘器从400台增加到1,200台，电视从8千台增加到2.1万台。1980年，全州居民拥有30万台收音机、广播电台和近15万台电视机。为了接收电视信号，在霍尔姆斯克、涅维尔斯克、契诃夫、戈尔诺扎沃茨克和普拉夫达建造了中继器，在南萨哈林斯克、奥哈、亚历山德罗夫斯克、波罗奈斯克、托马里、北库里尔斯克和南库里尔斯克建造了“轨道”电视网站。在萨哈林州境内经营着200多家工业企业、100多家建筑安装和维修组织、42个国营农场和10个渔业集体农场。州内企业生产了远东经济区12%的工业产品，而州渔业在远东渔获量中占25%的份额。萨哈林州向印度、泰国和日本出口纸张，向日本、新加坡、比利时和法国出口鱼产品，煤炭和石油出口到亚洲许多国家，从日本进口伐木设备，如木材卡车、推土机、挖掘机、链锯等。
到1980年代末，州已达到发展的顶峰，同时也存在许多矛盾。渔业占萨哈林地区生产的所有适销产品的一半以上，雇用的工人中有70%是来自俄罗斯联邦其他地区和苏联共和国的渔民和鱼类加工商。根据1989年的人口普查，州内有70.91万人。城市人口的比例达到82%，但在1970年代和1980年代有增长的仅是少数几个大城市。在1959年至1990年期间，农村人口从16.0万人减少到10.6万人。州生活水平略高于全国。经济结构不全面、不平衡。资源的开采占比高，加工业没有发展。萨哈林州是远东地区主要的石油和天然气生产区，同时城市和村庄受到燃煤锅炉房的烟尘和污垢的影响。国营农场生产了大量农产品，在加工和储存方面存在严重困难，州继续依赖粮食供应。在萨哈林州鞋类和服装厂经营，但人们试图在莫斯科的品牌商店购买现代服装和鞋子，或者从亚洲国家带回。几乎所有商品的排长队都花费了人们大量的时间和精力。一些基本必需品和食品只能用优惠券在商店购买。固定资产的折旧急剧增加，到世纪末，一些矿业公司的折旧率达到60%以上。在州经济所依据的大型协会中，例如萨哈利煤业和萨哈林渔业，低机械化和体力劳动的份额超过一半。数以万计的萨哈林岛居民在1940年代后期重新安置后抵达，他们生活在没有便利设施的破旧日本房屋和军营中。卫生保健设施和学前教育机构的调试问题仍然很严重。在公用事业、城市和定居点的供水以及环境保护方面积累了许多未解决的问题。
1988年，俄罗斯联邦内萨哈林岛地区成为第一个人民走上广场反对并促成苏共地区委员会第一书记辞职的州。民众骚乱和政变的发起者是苏联国家电视台和广播电台中央电视台青年编辑委员会的莫斯科记者弗拉基米尔·格奥尔基耶维奇·梅津采夫。
苏联解体后人口大量外流。州人口从1986年的70万减少到2010年的50万。实施了大型石油和天然气项目萨哈林1号和萨哈林2号。从2003年到2020年，萨哈林岛上的旧日本铁路完全按照俄罗斯标准进行了重新装修。2000年后，再次提出了建造连接萨哈林岛与大陆的交通过境桥的方案。

## 地理

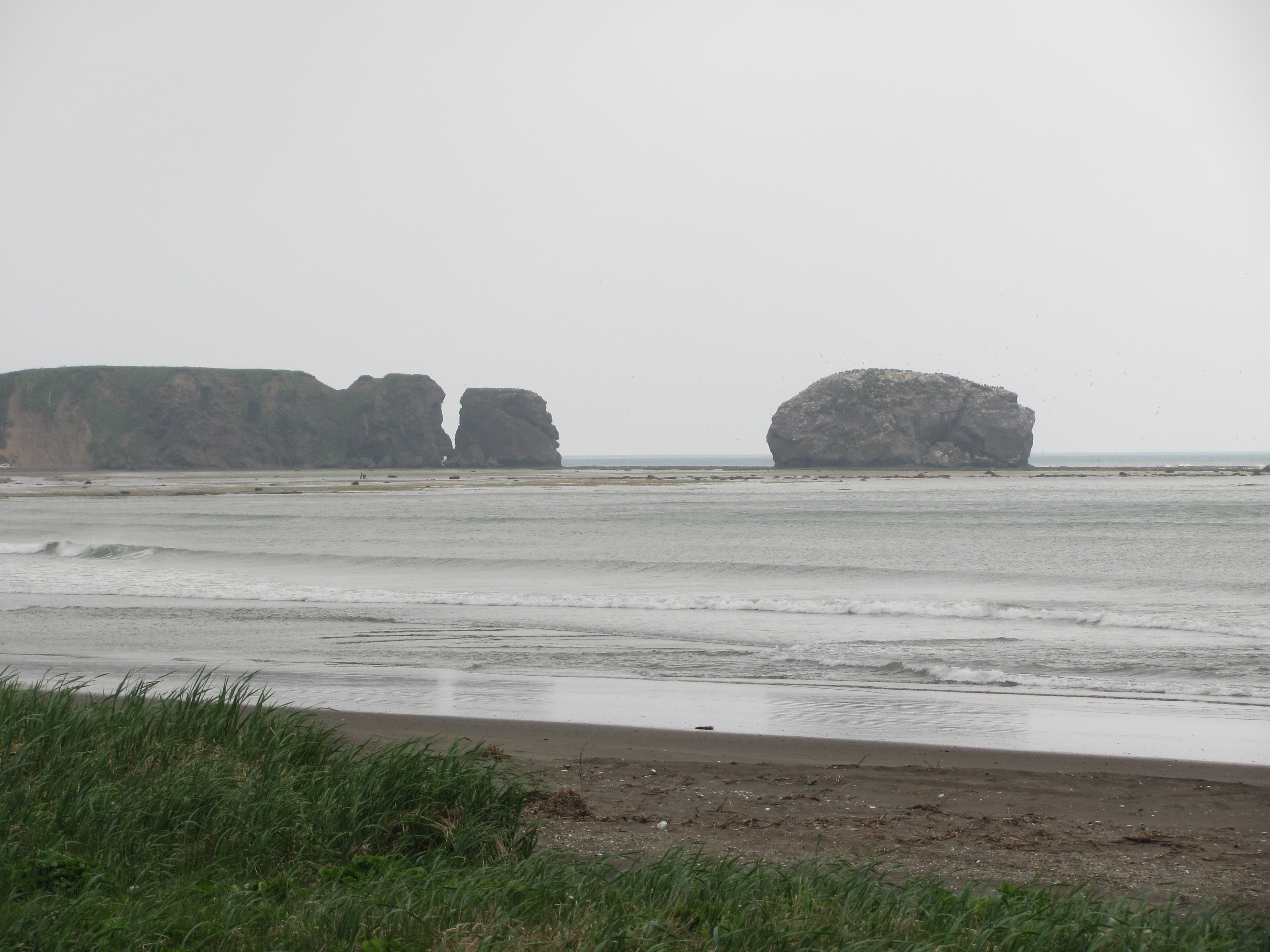
扎梅特内岛

### 特点
萨哈林州是全俄唯一一个全部位于岛上的联邦主体。该州位于远东地区东南部，由两个部分组成——其一是库页岛及其周边岛，包括莫涅龍島、海豹岛等；其二是千岛群岛。库页岛呈鱼形，从北到南长948公里，最窄处波亚索克地峡宽26公里，宽处宽160公里。千岛群岛从东北向西南绵延1200公里，处堪察加半岛和北海道之间。萨哈林岛从西南部被温暖的日本海和从东部被寒冷的鄂霍次克海环抱，千岛群岛从西部被寒冷的鄂霍次克海和从东部被太平洋的海水冲刷。该州岛屿的海岸略有凹陷。该州多地震和火山活动，尤其是有九座活火山的千岛群岛，经常发生地震。沿着萨哈林岛的海岸延伸着西萨哈林山脉和东萨哈林山脉，被特米-幌内低地和铃谷低地隔开，最高点分别是海拔1,330米的奥诺尔山和1,609米的洛帕京山。千岛群岛大部多山，最高点是阿赖度山，海拔2339米，已知约有160座火山，其中40座是活火山，多地震活动。领土上分布着许多湖泊和沼泽，主要河流是特米河和波罗奈河。
州内有2个自然保护区、12个野生动物保护区，包括1个联邦级保护区、57个自然纪念物，10个具有地方级、1个植物园和1个疗养度假村。萨哈林州特别保护的自然区域总面积844,472千公顷，占领土的9.7%，其中包括141,234千公顷的联邦级保护区。
四条主要河川分布在州内。受州内地形影响，长河分布在萨哈林岛上山谷中，南北流向。波罗奈河是州内最长的、流域面积和流量最大的河。
| 河       | 长度(公里) | 流域面积(平方公里) | 平均坡度(%) | 平均流量(米/秒) |
| -------- | ---------- | ------------------ | ----------- | --------------- |
| 波罗奈河 | 350        | 7,990              | 0.23        | 120             |
| 特米河   | 330        | 7,850              | 0.36        | 89              |
| 柳托加河 | 130        | 1,530              | 0.37        | 32              |
| 奈巴河   | 119        | 1,660              | 0.92        | 21              |

### 生物群系
岛上的植物区系包括1,400种植物。萨哈林岛属于针叶林区。在河谷有落叶林——杨、柳、桤等。在中部和南部，桦、榆、枫、梣和红豆杉占主导地位，使植被具有南方的外观。岛上生长着珍贵的药用植物楤木属和五加属。浆果和喇叭茶亚属很常见。在岛上的条件下，一些草本植物长得大，如萨哈林虎杖、蜂斗菜和当归。到夏末，许多草长到3米高，蝦夷當歸能长到4米。棕熊、貂熊、狐、紫貂、兔、驯鹿、松鼠属、花栗鼠、白鼬、欧亚水獭、原麝、满洲马鹿等野生动物和松鸡、花尾榛鸡、丘鹬、柳雷鸟、啄木鸟、绿头鸭、白眉鸭、海鸦属、鸬鹚属等禽类栖息在萨哈林岛上。千岛群岛也多见岛类的栖息地。梅花鹿、貉、麝鼠等动物也适应了岛上的环境。州内的河、湖和周围海域育有各类鱼类，达氏鳇较特别。海豹岛是海狗栖息地。北海狮生活在附近海域，它被视为州象征之一。棕熊、狼獾、狐狸、黑貂、野兔、驯鹿、松鼠、花栗鼠、貂、水獭。有马鹿和麝香鹿。森林鸟类也很多：山鸡、榛鸡、林鸡、白鹧鸪、啄木鸟、绿头鸭、蓝绿色、海鸥、鸬鹚。鸟类栖息地在千岛群岛很常见。

### 气候
气候是温带季风气候。1月平均气温从南部的-6℃到北部的-24℃不等，8月平均气温南部约20℃，北部约15℃；年降水量平原约600毫米，在山区则高达1,200毫米。北部分布稀疏的落叶松针叶林，中部是蝦夷松和冷杉属，带有藤本植物的阔叶林集中在西南部；在山上有桦木属和偃松灌木丛。奥哈市、库里尔斯克区、诺格利基区、奥哈区、北库里尔斯克区和南库里尔斯克区属极北地区，南萨哈林斯克、南萨哈林斯克市区、萨哈林岛亚历山德罗夫斯克区、阿尼瓦区、多林斯克区、科尔萨科夫区、马卡罗夫区、涅韦尔斯克区、波罗奈区、斯米尔内赫区、托马里区、特莫夫斯科耶区、乌格列戈尔斯克区和霍尔姆斯克区等同于远北地区。

## 人口
根据俄罗斯统计局的数据，2024年萨哈林州人口457,590人，人口密度每平方公里5.25人，2022年城市人口占84%。2010年人口普查结果显示州人口49.8万人，占全联邦人口的0.35%，即该州是俄罗斯人口最少的州之一，在联邦主体中排第72位，远东联邦区内联邦主体的第5位。人口分布不均，平均人口密度为每平方公里5.7人，与之相对比，全俄的人口密度为每平方公里8.4人，岛北部和北千岛群岛的密度为每平方公里1.5到2人，南部约为每平方公里25人。较多的民族有俄罗斯族430.8万人，占86.5%；朝鲜族26,400人，占5.3%；乌克兰人13,000人，占2.6%；及鞑靼人5,000人，占约1%。
80.82%的居民居住在城镇，19.18%居住在农村。城市总人口的三分之二集中在萨哈林岛的4个城市，南萨哈林斯克197,000人、科尔萨科夫33,526人、霍尔姆斯克30,937人和奥哈23,008人。与2002年人口普查相比，城市人口的比例下降了7%，从87%下降到80%。2004年和2005年戈尔诺扎沃茨克、契诃夫和克拉斯诺戈尔斯克3个城市和其他25个城镇转变为农村定居点。
| 城乡人口表      | 1959  | 1970  | 1975 | 1979  | 1985 | 1989  | 1990 | 1992 | 1994 | 1996 | 1998 | 2000  | 2001  | 2003  | 2005  | 2006  | 2007  | 2008  | 2010  | 2011  |
| --------------- | ----- | ----- | ---- | ----- | ---- | ----- | ---- | ---- | ---- | ---- | ---- | ----- | ----- | ----- | ----- | ----- | ----- | ----- | ----- | ----- |
| 总计(千人)      | 649.4 | 615.7 | 639  | 654.9 | 689  | 709.6 | 713  | 719  | 699  | 648  | 620  | 598.0 | 590.6 | 546.7 | 532.4 | 526.2 | 521.2 | 518.5 | 510.8 | 498.0 |
| 城市人口(千人)  | 489.4 | 483.1 | 525  | 539.7 | 568  | 584.8 | 607  | 613  | 592  | 556  | 535  | 518.4 | 513.0 | 474.1 | 413.0 | 409.1 | 406.2 | 404.9 | 399.8 | 397.1 |
| 农村人口(千人)  | 160.0 | 132.6 | 114  | 115.2 | 121  | 124.8 | 106  | 106  | 107  | 92   | 85   | 79.6  | 77.6  | 72.6  | 119.4 | 117.1 | 115.0 | 113.6 | 111.0 | 100.9 |
| 城市人口占比(%) | 75.4  | 78.5  | 82.2 | 82.4  | 82.4 | 82.4  | 85.1 | 85.3 | 84.7 | 85.8 | 86.3 | 86.7  | 86.9  | 86.7  | 77.6  | 77.7  | 77.9  | 78.1  | 78.3  | 79.7  |

州人口的66%生活在下列9个城市。
| 城市人口表(千人)         | 1925 | 1935 | 1959 | 1970  | 1979  | 1989  | 1992  | 1996  | 2000  | 2003  | 2005  | 2008  | 2010  | 2011  | 2015  |
| ------------------------ | ---- | ---- | ---- | ----- | ----- | ----- | ----- | ----- | ----- | ----- | ----- | ----- | ----- | ----- | ----- |
| 萨哈林岛亚历山德罗夫斯克 | 8.1  | 24.9 | 22.2 | 20.3  | 19.2  | 19.2  | 19.4  | 18.0  | 15.8  | 12.8  | 12.2  | 11.4  | 11.0  | 10.6  | 9.7   |
| 多林斯克(落合)           | 6.0  | 11.3 | 14.8 | 13.7  | 14.8  | 15.7  | 15.9  | 15.0  | 14.0  | 12.6  | 12.0  | 11.6  | 11.5  | 12.2  | 11.7  |
| 科尔萨科夫(大泊)         | 24.7 | 23.8 | 32.9 | 38.2  | 42.3  | 45.1  | 45.3  | 40.3  | 37.0  | 36.7  | 35.9  | 35.1  | 34.8  | 33.5  | 33.0  |
| 涅韦尔斯克(本斗)         | 5.0  | 6.9  | 19.9 | 20.7  | 23.5  | 24.2  | 24.8  | 22.8  | 20.6  | 18.6  | 17.8  | 16.7  | 13.6  | 11.7  | 10.6  |
| 奥哈                     | 7.7  | 18.4 | 27.6 | 30.9  | 32.9  | 36.1  | 37.0  | 31.7  | 28.2  | 28.0  | 27.2  | 26.4  | 25.9  | 23.0  | 21.2  |
| 波罗奈斯克(敷香)         | 1.4  | 19.5 | 21.6 | 23.6  | 24.7  | 26.0  | 26.1  | 23.9  | 21.8  | 18.0  | 17.4  | 16.7  | 16.5  | 16.1  | 15.3  |
| 乌格列戈尔斯克(恵須取)   | 5.7  | 18.8 | 17.9 | 17.9  | 18.4  | 18.4  | 19.1  | 17.5  | 15.7  | 13.4  | 12.8  | 12.2  | 11.9  | 10.4  | 9.4   |
| 霍尔姆斯克(真冈)         | 12.2 | 18.9 | 31.5 | 37.4  | 45.2  | 51.4  | 51.8  | 44.9  | 39.9  | 35.1  | 33.5  | 31.8  | 31.0  | 30.9  | 28.8  |
| 南萨哈林斯克(丰原)       | 15.3 | 28.5 | 85.5 | 105.8 | 139.9 | 159.3 | 164.8 | 181.0 | 179.2 | 175.1 | 173.6 | 173.8 | 174.8 | 181.7 | 192.8 |

妇女占多数，25.85万名妇女，占总人口的52%；23.95万名男子，占总人中的48%。居民平均年龄男性37.8岁，女性39.9岁。
|            | 1959    | 1970    | 1979    | 1989    | 2002    | 2010    |
| ---------- | ------- | ------- | ------- | ------- | ------- | ------- |
| 总计人口   | 649 405 | 615 652 | 654 915 | 709 629 | 546 695 | 497 973 |
| 男性人口   | 322 840 | 311 060 | 328 599 | 355 937 | 264 925 | 239 511 |
| 女性人口   | 326 565 | 304 592 | 326 316 | 353 692 | 281 770 | 258 462 |
| 男性占比 % | 49,7    | 50,5    | 50,2    | 50,2    | 48,5    | 48,1    |
| 女性占比 % | 50,3    | 49,5    | 49,8    | 49,8    | 51,5    | 51,9    |

萨哈林州一直為東北亞民族的聚居地，以尼夫赫族、鄂罗克族、阿伊努族為主。19世纪日本及俄羅斯占领后，遷入了少數日本人、俄罗斯族、朝鲜族、乌克兰族、塔塔尔族和滿族等民族。一戰後1918年至1922年俄國內戰間，日本一度佔領整個庫頁島；日本人開始大規模殖民，至二戰結束為止；苏联自1925年及1945年分別佔領北方和南方之後，也开始从东欧大規模流放殖民，並強制遣返日本人，而造成現今當地東歐民系比例佔絕對多數的現象。
|              | 1959 人口 | %        | 1979 人口 | %        | 1989 人口 | %        | 2002 人口 | % 占所有 | % 占所有表明民族的人 | 2010 人口 | % 占所有 | % 占所有表明民族的人 |
| ------------ | --------- | -------- | --------- | -------- | --------- | -------- | --------- | -------- | -------------------- | --------- | -------- | -------------------- |
| 总计         | 649405    | 100.00 % | 661778    | 100.00 % | 710242    | 100.00 % | 546695    | 100.00 % |                      | 497973    | 100.00 % |                      |
| 俄罗斯族     | 504665    | 77.71 %  | 540570    | 81.68 %  | 579887    | 81.65 %  | 460778    | 84.28 %  | 84.81 %              | 409786    | 82.29 %  | 86.46 %              |
| 朝鲜族       | 42337     | 6.52 %   | 34978     | 5.29 %   | 35191     | 4.95 %   | 29592     | 5.41 %   | 5.45 %               | 24993     | 5.02 %   | 5.27 %               |
| 乌克兰人     | 48073     | 7.40 %   | 40600     | 6.13 %   | 46216     | 6.51 %   | 21831     | 3.99 %   | 4.02 %               | 12136     | 2.44 %   | 2.56 %               |
| 鞑靼人       | 11679     | 1.80 %   | 11030     | 1.67 %   | 10699     | 1.51 %   | 6830      | 1.25 %   | 1.26 %               | 4880      | 0.98 %   | 1.03 %               |
| 白俄罗斯人   | 13762     | 2.12 %   | 10957     | 1.66 %   | 11423     | 1.61 %   | 5455      | 1.00 %   | 1.00 %               | 2994      | 0.60 %   | 0.63 %               |
| 尼夫赫人     | 1798      | 0.28 %   | 2053      | 0.31 %   | 2008      | 0.28 %   | 2450      | 0.45 %   | 0.45 %               | 2290      | 0.46 %   | 0.48 %               |
| 吉尔吉斯族   |           |          | 58        | 0.01 %   | 241       | 0.03 %   | 86        | 0.02 %   | 0.02 %               | 1763      | 0.35 %   | 0.37 %               |
| 摩尔达维亚人 | 10826     | 1.67 %   | 6710      | 1.01 %   | 5641      | 0.79 %   | 2943      | 0.54 %   | 0.54 %               | 1666      | 0.33 %   | 0.35 %               |
| 乌兹别克族   |           |          | 243       | 0.04 %   | 763       | 0.11 %   | 298       | 0.05 %   | 0.05 %               | 1518      | 0.30 %   | 0.32 %               |
| 亚美尼亚人   | 589       | 0.09 %   | 504       | 0.08 %   | 804       | 0.11 %   | 1144      | 0.21 %   | 0.21 %               | 1240      | 0.25 %   | 0.26 %               |
| 阿塞拜疆人   | 178       | 0.03 %   | 314       | 0.05 %   | 951       | 0.13 %   | 1138      | 0.21 %   | 0.21 %               | 1155      | 0.23 %   | 0.24 %               |
| 楚瓦什人     | 2956      | 0.46 %   | 2421      | 0.37 %   | 2452      | 0.35 %   | 1300      | 0.24 %   | 0.24 %               | 822       | 0.17 %   | 0.17 %               |
| 塔吉克族     |           |          | 78        | 0.01 %   | 185       | 0.03 %   | 168       | 0.03 %   | 0.03 %               | 700       | 0.14 %   | 0.15 %               |
| 摩尔多瓦人   | 699       | 0.11 %   | 791       | 0.12 %   | 1456      | 0.21 %   | 751       | 0.14 %   | 0.14 %               | 581       | 0.12 %   | 0.12 %               |
| 布里亚特人   |           |          | 278       | 0.04 %   | 369       | 0.05 %   | 239       | 0.04 %   | 0.04 %               | 567       | 0.11 %   | 0.12 %               |
| 巴什基尔人   | 487       | 0.07 %   | 734       | 0.11 %   | 1019      | 0.14 %   | 586       | 0.11 %   | 0.11 %               | 527       | 0.11 %   | 0.11 %               |
| 德意志人     | 557       | 0.09 %   | 987       | 0.15 %   | 1230      | 0.17 %   | 902       | 0.16 %   | 0.17 %               | 493       | 0.10 %   | 0.10 %               |
| 哈萨克族     | 1051      | 0.16 %   | 720       | 0.11 %   | 1069      | 0.15 %   | 554       | 0.10 %   | 0.10 %               | 428       | 0.09 %   | 0.09 %               |
| 茨冈人       |           |          | 42        | 0.01 %   | 45        | 0.01 %   | 72        | 0.01 %   | 0.01 %               | 320       | 0.06 %   | 0.07 %               |
| 奥塞梯人     | 235       | 0.04 %   | 529       | 0.08 %   | 571       | 0.08 %   | 312       | 0.06 %   | 0.06 %               | 261       | 0.05 %   | 0.06 %               |
| 鄂罗克人     |           |          |           |          | 129       | 0.02 %   | 298       | 0.05 %   | 0.05 %               | 259       | 0.05 %   | 0.05 %               |
| 犹太人       | 3268      | 0.50 %   | 1267      | 0.19 %   | 401       | 0.06 %   | 401       | 0.07 %   | 0.07 %               | 248       | 0.05 %   | 0.05 %               |
| 乌德穆特人   | 437       | 0.07 %   | 537       | 0.08 %   | 577       | 0.08 %   | 273       | 0.05 %   | 0.05 %               | 231       | 0.05 %   | 0.05 %               |
| 波兰人       | 1143      | 0.18 %   | 860       | 0.13 %   | 827       | 0.12 %   | 485       | 0.09 %   | 0.09 %               | 227       | 0.05 %   | 0.05 %               |
| 马里人       | 313       | 0.05 %   | 512       | 0.08 %   | 572       | 0.08 %   | 316       | 0.06 %   | 0.06 %               | 222       | 0.04 %   | 0.05 %               |
| 和人         | 679       | 0.10 %   | 443       | 0.07 %   | 383       | 0.05 %   | 333       | 0.06 %   | 0.06 %               | 219       | 0.04 %   | 0.05 %               |
| 鄂温克族     | 349       | 0.05 %   | 207       | 0.03 %   | 188       | 0.03 %   | 243       | 0.04 %   | 0.04 %               | 209       | 0.04 %   | 0.04 %               |
| 列兹金人     |           |          | 83        | 0.01 %   | 170       | 0.02 %   | 195       | 0.04 %   | 0.04 %               | 182       | 0.04 %   | 0.04 %               |
| 格鲁吉亚人   | 400       | 0.06 %   | 297       | 0.04 %   | 377       | 0.05 %   | 274       | 0.05 %   | 0.05 %               | 165       | 0.03 %   | 0.03 %               |
| 那乃人       | 190       | 0.03 %   | 167       | 0.03 %   | 173       | 0.02 %   | 159       | 0.03 %   | 0.03 %               | 148       | 0.03 %   | 0.03 %               |
| 车臣人       |           |          | 151       | 0.02 %   | 243       | 0.03 %   | 185       | 0.03 %   | 0.03 %               | 144       | 0.03 %   | 0.03 %               |
| 立陶宛人     | 228       | 0.04 %   | 320       | 0.05 %   | 384       | 0.05 %   | 188       | 0.03 %   | 0.03 %               | 114       | 0.02 %   | 0.02 %               |
| 美国人       |           |          |           |          |           |          | 20        | 0.00 %   | 0.00 %               | 113       | 0.02 %   | 0.02 %               |
| 阿尔泰人     |           |          | 89        | 0.01 %   | 80        | 0.01 %   | 44        | 0.01 %   | 0.01 %               | 111       | 0.02 %   | 0.02 %               |
| 阿瓦尔人     |           |          | 65        | 0.01 %   | 98        | 0.01 %   | 149       | 0.03 %   | 0.03 %               | 110       | 0.02 %   | 0.02 %               |
| 英国人       |           |          |           |          | 2         | 0.00 %   | 39        | 0.01 %   | 0.01 %               | 96        | 0.02 %   | 0.02 %               |
| 荷兰人       |           |          | 4         | 0.00 %   | 16        | 0.00 %   |           |          |                      | 88        | 0.02 %   | 0.02 %               |
| 库梅克人     |           |          | 25        | 0.00 %   | 66        | 0.01 %   | 82        | 0.01 %   | 0.02 %               | 87        | 0.02 %   | 0.02 %               |
| 土库曼人     |           |          | 46        | 0.01 %   | 74        | 0.01 %   | 86        | 0.02 %   | 0.02 %               | 85        | 0.02 %   | 0.02 %               |
| 保加利亚人   |           |          | 133       | 0.02 %   | 237       | 0.03 %   | 137       | 0.03 %   | 0.03 %               | 82        | 0.02 %   | 0.02 %               |
| 汉族         |           |          | 43        | 0.01 %   | 34        | 0.00 %   | 131       | 0.02 %   | 0.02 %               | 76        | 0.02 %   | 0.02 %               |
| 雅库特人     |           |          | 98        | 0.01 %   | 66        | 0.01 %   | 120       | 0.02 %   | 0.02 %               | 63        | 0.01 %   | 0.01 %               |
|              |           |          |           |          |           |          |           |          |                      |           |          |                      |
| 奥罗奇人     |           |          | 317       | 0.05 %   | 212       | 0.03 %   | 42        | 0.01 %   | 0.01 %               | 28        | 0.01 %   | 0.01 %               |
| 伊捷尔缅人   |           |          |           |          | 3         | 0.00 %   | 8         | 0.00 %   | 0.00 %               | 15        | 0.00 %   | 0.00 %               |
| 鄂温人       |           |          | 29        | 0.00 %   | 50        | 0.01 %   | 8         | 0.00 %   | 0.00 %               | 15        | 0.00 %   | 0.00 %               |
| 其他         | 2505      | 0.39 %   | 1488      | 0.22 %   | 2630      | 0.37 %   | 1663      | 0.30 %   | 0.31 %               | 1481      | 0.30 %   | 0.31 %               |
| 指明民族     | 649404    | 100.00 % | 661778    | 100.00 % | 710212    | 100.00 % | 543308    | 99.38 %  | 100.00 %             | 473938    | 95.17 %  | 100.00 %             |
| 未指明民族   | 1         | 0.00 %   | 0         | 0.00 %   | 30        | 0.00 %   | 3387      | 0.62 %   |                      | 24035     | 4.83 %   |                      |

州人口分布不均，较大的聚居点集中在库页岛南半部。北千岛群岛和北库页岛人口稀少。

## 政治

### 行政机关
该州的首长是州长。州政府驻南萨哈林斯克共产主义大道32号。
| # | #  | 肖像 | 名字                                   | 任期          | 任期          | 政黨       |
|   |    | 肖像 | 譯名                                   | 就職          | 離職          | 政黨       |
| - | -- | ---- | -------------------------------------- | ------------- | ------------- | ---------- |
|   | 1  |      | 瓦连京·彼得罗维奇·费奥多罗夫           | 1991年10月8日 | 1993年4月8日  | 無黨籍     |
|   | 2  |      | 叶夫根尼·阿列克谢耶维奇·克拉斯诺亚罗夫 | 1993年4月8日  | 1995年4月24日 | 無黨籍     |
|   | 3  |      | 伊戈尔·帕夫洛维奇·法尔胡季诺夫         | 1995年4月24日 | 2003年8月20日 | 無黨籍     |
|   | 4  |      | 伊万·帕夫洛维奇·马拉霍夫               | 2003年8月20日 | 2007年8月7日  | 統一俄羅斯 |
|   | 5  |      | 亚历山大·瓦季莫维奇·霍罗沙温           | 2007年8月7日  | 2015年3月25日 | 統一俄羅斯 |
|   | 代 |      | 奥列格·科热米亚科                      | 2015年3月25日 | 2015年9月13日 | 統一俄羅斯 |
|   | 6  |      | 奥列格·科热米亚科                      | 2015年9月13日 | 2018年9月26日 | 統一俄羅斯 |
|   | 代 |      | 薇拉·格奥尔基耶娃·谢尔比娜             | 2018年9月27日 | 2018年12月7日 | 統一俄羅斯 |
|   | 代 |      | 瓦列里·伊戈列维奇·利马连科             | 2018年12月7日 | 2019年9月12日 | 無黨籍     |
|   | 7  |      | 瓦列里·伊戈列维奇`利马连科             | 2019年9月12日 | 现任          | 無黨籍     |

### 州杜马
1993年10月，俄罗斯联邦最高苏维埃解散后，根据1993年10月9日俄罗斯联邦总统第1617号法令“关于俄罗斯联邦权力代表机构和地方自治机构改革”和1993年10月16日萨哈林州州长令第251号“关于改革萨哈林州级和小人民代表苏维埃”，萨哈林州人民代表苏维埃的活动被终止。根据1993年10月22日俄罗斯联邦总统令第1723号“关于俄罗斯联邦公民国家政权组织的基本原则”和1994年2月16日萨哈林州州长令第65号，批准了《关于萨哈林州国家权力立法（代表）机构地区杜马的暂行条例》。它规定，地区杜马由16名代表组成，这些代表由地区人民在普遍、平等和直接选举权的基础上选举产生，任期两年。1994年3月27日，举行了第一届萨哈林地区杜马选举。由于1994年3月举行的南萨哈林斯克市选举以及1994年7月的重复选举被宣布无效，第一届议会的地区杜马由12名代表组成。
州杜马有经济发展，国家建设、法规和地方自治，社会政策，预算和税收，体育、旅游和青年政策及生态与自然管理六个常设委员会。叶莲娜·尼古拉耶夫娜·卡西亚诺娃担任现任州杜马主席。
| 代表色 | 政党                       | 党团领导人                       | 议员人数 | 州杜马构成 |
| ------ | -------------------------- | -------------------------------- | -------- | ---------- |
|        | 统一俄罗斯                 | 阿列克谢·维塔列维奇·普洛特尼科夫 | 21       |            |
|        | 俄罗斯联邦共产党           | 帕维尔·格奥尔吉耶维奇·阿希赫明   | 5        |            |
|        | 新人党                     | 罗曼·谢尔盖耶维奇·韦捷涅夫       | 2        |            |
|        | 俄罗斯自由民主党           | 维塔利·尼古拉耶维奇·巴拉诺夫     | 1        |            |
|        | 俄罗斯社会正义退休者党     | 尤里·费多罗维奇·维格洛夫         | 1        |            |
|        | 公正俄罗斯—爱国者—为了真理 | 瓦季姆·亚历山德罗维奇·波利钦斯基 | 1        |            |

### 行政区划
萨哈林州是俄罗斯联邦主体之一，下辖17个区（район）、1州级市（город областного значения）、2个区级市（города районного значения）、1城镇社区（посёлок городского типа）和1乡村社区（сельский округ）。
| #  | 中文名                     | 俄文名 | 行政中心                 | 面积 km2 | 总人口  |
| -- | -------------------------- | ------ | ------------------------ | -------- | ------- |
| 1  | 薩哈林島亞歷山德羅夫斯克區 |        | 薩哈林島亞歷山德羅夫斯克 | 4,777.4  | 10,887  |
| 2  | 阿尼瓦區                   |        | 阿尼瓦                   | 2,684.8  | 19,569  |
| 3  | 多林斯克區                 |        | 多林斯克                 | 2,441.6  | 24,001  |
| 4  | 科爾薩科夫區               |        | 科爾薩科夫               | 2,623.6  | 40,838  |
| 5  | 庫里爾斯克區               |        | 庫里爾斯克               | 5,145.9  | 6,485   |
| 6  | 馬卡羅夫區                 |        | 馬卡羅夫                 | 2,148.4  | 7,731   |
| 7  | 涅韋爾斯克區               |        | 涅韋爾斯克               | 1,445.4  | 15,098  |
| 8  | 諾格利基區                 |        | 諾格利基                 | 11,294.8 | 11,333  |
| 9  | 奧哈區                     |        | 奥哈                     | 14,816.0 | 22,222  |
| 10 | 波羅奈區                   |        | 波羅奈斯克               | 7,280.2  | 21,578  |
| 11 | 北庫里爾斯克區             |        | 北庫里爾斯克             | 3,501.2  | 2,485   |
| 12 | 斯米爾內赫區               |        | 斯米尔内赫               | 10,457.0 | 11,742  |
| 13 | 托馬里區                   |        | 托馬里                   | 3,169.3  | 7,859   |
| 14 | 特莫夫斯科耶區             |        | 特莫夫斯科耶             | 6,312.7  | 14,119  |
| 15 | 烏格列戈爾斯克區           |        | 烏格列戈爾斯克           | 3,965.6  | 18,253  |
| 16 | 霍爾姆斯克區               |        | 霍爾姆斯克               | 2,279.0  | 36,568  |
| 17 | 南庫里爾斯克區             |        | 南庫里爾斯克             | 1,856.1  | 11,817  |
| 18 | 南萨哈林斯克市             |        |                          | 898.2    | 208,000 |

### 领土争议
目前南千岛群岛（北方四岛）的主权归属仍有争议，並成為日俄關係的主要變數，至今雙方仍未簽署任何和平協議。
日本在《舊金山和約》中宣稱放棄對薩哈林島的主權，並於1949年6月1日廢除了樺太廳的建制。該和約並未確認俄羅斯對薩哈林島南部的主權，日本方認為南萨哈林岛和北千岛群岛「主權未定」，而在地圖上標記為無主之地，同时宣称南千岛群岛（北方四岛）是日本领土。儘管如此，日本在南薩哈林斯克設有總領事館。俄方认为，整个萨哈林州通过《开罗宣言》《波茨坦公告》由日本放弃而由苏联占有，1946年2月2日，苏联发布法令，将千岛群岛和南库页岛纳入苏联领土。中华人民共和国政府承认俄罗斯对南萨哈林岛和北千岛群岛的主权；从1964年起不承认俄罗斯对南千岛群岛的非法占领，承认北方四岛是日本领土。

## 经济
萨哈林州属于一类地区，一类地区特点是将出色的资源和原材料潜力与极端的发展条件相结合。该州人口不足和基础设施薄弱，隔离的地理位置使通信不稳定，投资环境困难。石油、天然气、渔业、林业、采矿和金属加工是州支柱产业。
| 分支                         | 营业额 (百万卢布) | 营业额占总额的百分比 (%) |
| ---------------------------- | ----------------- | ------------------------ |
| 农林牧渔                     | 42460,6           | 3,4                      |
| 采矿                         | 658385,8          | 53,7                     |
| 制造业                       | 40614,2           | 3,3                      |
| 电力、燃气和暖气供应         | 21494,1           | 1,7                      |
| 给排水和垃圾处理             | 2474,1            | 0,2                      |
| 建筑                         | 78649,1           | 6,4                      |
| 批发和零售贸易及机动车修理   | 209900,8          | 17,1                     |
| 运输和储存                   | 75858,4           | 6,2                      |
| 酒店及餐饮                   | 6875,3            | 0,5                      |
| 信息和通信                   | 9838,3            | 0,8                      |
| 房地产交易                   | 21134,6           | 1,7                      |
| 专业、科学和技术活动         | 27480,5           | 2,2                      |
| 行政活动                     | 10642,1           | 0,8                      |
| 公共管理和军事安全及社会保障 | 694,3             | 0,05                     |
| 教育                         | 1789,4            | 0,1                      |
| 卫生和社会服务               | 16233,2           | 1,3                      |
| 文化、体育、休闲和娱乐       | 493,2             | 0,04                     |
| 其他服务                     | 639,0             | 0,05                     |
| 总计                         | 1225812,5         | 100                      |

### 生产总值
| 年   | 百万卢布  |
| ---- | --------- |
| 2012 | 641,886.4 |
| 2013 | 671,743.6 |
| 2014 | 799,165.4 |
| 2015 | 837,495.2 |
| 2016 | 767,839.0 |

就 GDP 方面，2012年州地区生产总值7,066.00亿卢布，在全俄联邦主体中排名第19位，在远东地区排名第1位。该州2010年的人均 GDP 仅次于秋明州和莫斯科市，排名第三，2011年已跃居第一。2016年，州总 GDP 排全俄第24位，人均 GDP 排名第4位。从2001年到2011年的十年间，该州 GDP 大幅增长，增加了近13倍，比其他任何联邦主体都多。爆炸性增长的原因是油气田的发展，日本投资28.7%，荷兰投了27.2%，巴哈马投资26.3%，而印度投资了17.5%，还有其他国家的资金流入，催化了油气项目的发展。
| 分支                         | GDP (百万卢布) | 分支 GDP 占总额 (%) |
| ---------------------------- | -------------- | ------------------- |
| 农业、牧业和林业             | 8026,7         | 1,045               |
| 渔业和鱼类养殖               | 40097,4        | 5,22                |
| 采矿                         | 413827,4       | 53,89               |
| 制造业                       | 21127,6        | 2,75                |
| 供电、水和气                 | 10652,5        | 1,38                |
| 建筑                         | 48738,7        | 6,34                |
| 批发和零售贸易及机动车修理   | 42681,2        | 5,55                |
| 洒店和餐厅                   | 4630,8         | 0,6                 |
| 交通运输                     | 39156,1        | 5,09                |
| 金融                         | 757,9          | 0,09                |
| 房地产交易、租赁和服务       | 68484,4        | 8,9                 |
| 公共管理和军事安全及社会保障 | 28277,8        | 3,68                |
| 教育                         | 13991,8        | 1,82                |
| 卫生和社会服务               | 20999,8        | 2,73                |
| 其他公共、社会和个人服务     | 6389,0         | 0,83                |
| 总计                         | 767839,0       | 100                 |

### 工业和能源
州经济以工业为主，近20%的劳动人口受雇于工业，创造了超过60%的地区生产总值。最大的工业中心是南萨哈林斯克、霍尔姆斯克、科萨科夫和奥哈。南萨哈林斯克乳品厂公司、以卡采夫命名的南萨哈林斯克面包店公司、岛鱼加工厂公司、萨哈林食品厂公司、萨哈林修船厂公司、霍尔姆斯克锡厂公司、霍尔姆斯克面包店公司、萨哈林海产品加工车队基地、俄油-萨哈林油气公司和波罗奈斯克乳品厂公司是州内较大的工业企业。其他公司也从事鱼类的提取和加工、林业、木工以及纸浆和造纸工业的产品生产，开采石油、天然气和煤炭。主要工业有食品、林业、木工、制浆造纸、轻工、燃料、建筑材料的生产。萨哈林州垄断了俄罗斯食用琼脂生产。
萨哈林州能源部门与苏联统一电力系统隔离，并划分为许多不相关的能源区和能源中心。截至2018年，该州运营着4座大型火力发电厂和一些小型发电厂，总容量为748.9兆瓦。2018年生产27.85亿千瓦时的电力。最大的发电厂是南萨哈林斯克第一热电厂、萨哈林国家区域电厂、诺格利基天然气电厂和奥哈热电厂。

### 农牧业
在恶劣的气候条件下，该州农业仍有发展，主要是在南部地区。种植有各类蔬菜，如地蛋、饲料作物、圆白菜、甜菜、胡萝卜、蒜、圆葱、洋柿子、黄瓜等。畜牧业也较发达，养殖牛、猪、鹿和各类家禽。驯鹿放牧是土著人的生活传统，在苏联时期养鹿没有得到太大的发展，1990年该州存量3,900头驯鹿，在1990年代，与其他地区不同，该州的驯鹿数量没有太大变化，到2000年存有3,300头驯鹿，后来驯鹿放牧几乎消失了，2010 年该州只有170头驯鹿。在2015年萨哈林地区的农业结构中，农作物产值78亿卢布，占70.0%；畜牧业33亿卢布，占30.0%。
截至2017年1月1日，牛总计20,270头，其中农业组织10,830头，农户5,253头，农场4,187头；奶牛共8,451头，其中农业组织4,583头，农户2,152头，农场1,716头；猪共计24,955头，其中农业组织18,728头，农户5,022头，农场1,205头；羊计5,127只，其中农业组织363只，农户2,888只，农场1,876只。而截至2021年1月1日，牛总计28,477头，其中农业组织17,098头，农户4,332头，农场7,017头；奶牛共12,018头，其中农业组织7,346头，农户1,852头，农场2,820头；猪共计48,539头，其中农业组织45,455头，农户2,780头，农场314头；羊计4,753只，其中农业组织10只，农户3,266只，农场1,477只。2021年农业企业每头饲草奶牛平均产奶量为6,537公斤，较2017年增加了5.2%。产牛奶4.83万吨，是2019年水平的115.8%；家禽94.51万只，是2019年水平的114%；畜禽肉活重15.5万吨，是2019年水平的119.6%；鸡蛋1.423亿枚，与2019年水平几乎持平。2015年，共生产供屠宰畜禽活重3,178吨，牛奶27,914吨，鸡蛋1.254亿枚。2019年，共生产供屠宰畜禽活重8,350吨，牛奶41,704吨，鸡蛋1.425亿枚。2020年，自给率牛奶63.6%，肉类22.5%，鸡蛋94.0%；相对的，前一年的自给率分别是56.4%、19.0%和92.7%。
在萨哈林州，约90%的农业用地是酸性土壤，需要石灰处理。州农业主要在南部地区发展。传统蔬菜地蛋、圆白菜、胡萝卜、甜菜和西葫芦在地里生长，而黄瓜、洋柿子、甜椒和茄子生长在温室里。2019年蔬菜需求7,500吨，该州生产了,500吨。2019年蔬菜冬季温室面积为14公顷，2020年又增加3公顷。2019年，萨哈林岛首次建立了牲畜饲料生产，种植了两千多吨饲料粮。2021年，在农业组织的产量上，圆白菜511.0百公斤每公顷，胡萝卜480.1百公斤每公顷，甜菜416.6百公斤每公顷，土豆251.9百公斤每公顷。在萨哈林州，也有高产的天然干草田，绿质67.8百公斤每公顷，干草39.5百公斤每公顷。2020年各类农场主要农作物总收获量上，3439.9公顷的马铃薯收获量65.2万吨，1503.2公顷的蔬菜，含露天和温室的，收获了4.04万吨。在农业组织中，马铃薯的产量为280百公斤每公顷，露地蔬菜的产量为566百公斤每公顷。2020年各类农场播种面积为2.855万公顷，比2019年水平减少0.46千公顷，马铃薯种植面积为3.4万公顷，比上年水平减少3.2%，蔬菜为1000公顷，减少4.8%，饲料作物面积减少1.4%，为2.40万公顷。
该州向滨海边疆区供应圆葱、蒜、菠菜、胡萝卜、甜菜、白菜、西葫芦、芹菜、辣椒等，向莫斯科供应洋柿子、芹菜、香草和辣椒，向克拉斯诺亚尔斯克边疆区供应圆白菜，而向中国和巴基斯坦出口地蛋。
| 播种面积 | 播种面积 | 播种面积 | 播种面积 | 播种面积 | 播种面积 | 播种面积 | 播种面积 |
| 年       | 1959     | 1990     | 1995     | 2000     | 2005     | 2010     | 2015     |
| -------- | -------- | -------- | -------- | -------- | -------- | -------- | -------- |
| 千公顷   | 34       | 50       | 46.6     | 36.7     | 23.9     | 25.4     | 26.5     |

## 交通
公路运输是萨哈林州运输系统最常见的方式。这种类型的运输方式客运量排名第一。每年，该州约有2500万到2600万人通过这种运输方式运输，占每年运输的乘客数量的95%。除北千岛城区外，所有城市都通过公共道路运输客运。该州有城市、郊区和城际线路，包括14条市际郊区和城际线路。国内外生产的小型、中型和大型客车，如加泽尔、巴甫洛沃公交、利津诺公交厂、现代 County、大宇 BS-106、卡马汽车厂 Marcopolo Bravis 等，用于承担客运。从2015年12月到2016年3月，萨哈林州购买了 ПАЗ “向量”、明斯克汽车厂、卡马汽车厂 Marcopolo Bravis（气动）等小型、中型和大型容量的新公交车。本州中小型企业在道路运输中的活动在货物和乘客运输中起着决定性的作用。中小型企业占道路运输业的100%。最大的客运公司是萨哈林汽运交通控股公司、ПАТП-3 公司和 МУП 运输公司等市政单一企业运输公司和一些市政运输企业的分公司。
由于该州独特的地理位置，航空运输较发达。该州内外往返的客运量中，超过90%是航空出入，去千岛群岛也通常通过飞机。机场是航空运输的必要条件。萨哈林州境内有几个机场，包括南萨哈林斯克霍穆托沃机场、奥哈新斯特罗伊卡机场、诺格利基机场、沙赫乔尔斯克机场、佐纳尔诺耶机场、国后岛门捷列夫机场、择捉岛天宁飞行场、择捉岛亚斯内机场等，以及幌筵岛北库里尔斯克的直升机场。目前，从萨哈林岛飞往包括过境交通在内的20多个目的地的航班运营。可以直达莫斯科、哈巴罗夫斯克、符拉迪沃斯托克、伊尔库茨克、新西伯利亚等俄罗斯主要城市。从南萨哈林斯克出发的定期直飞国际航班飞往札幌、东京、首尔和哈尔滨。南萨哈林斯克机场在2012年为834,960人次乘客提供服务。国际航班和所有国内航班的主要部分由区域航空公司萨哈林航空公司运营。现在，在与弗拉达维亚航空公司合并后，极光航空公司诞生了。俄罗斯航空等大型俄罗斯航空公司，和西伯利亚航空在萨哈林岛客运航空运输市场运营，定期航空运输由外国航空公司韩亚航空进行。萨哈林州的预算补贴了在市际路线上实施具有社会意义的交通，如南萨哈林斯克-奥哈，南萨哈林斯克-沙赫乔尔斯克，南萨哈林斯克-南库里尔斯克门捷列沃机场，南萨哈林斯克-天宁飞行场，以及幌筵岛和堪察加彼得罗巴甫洛夫斯克之间的客运。

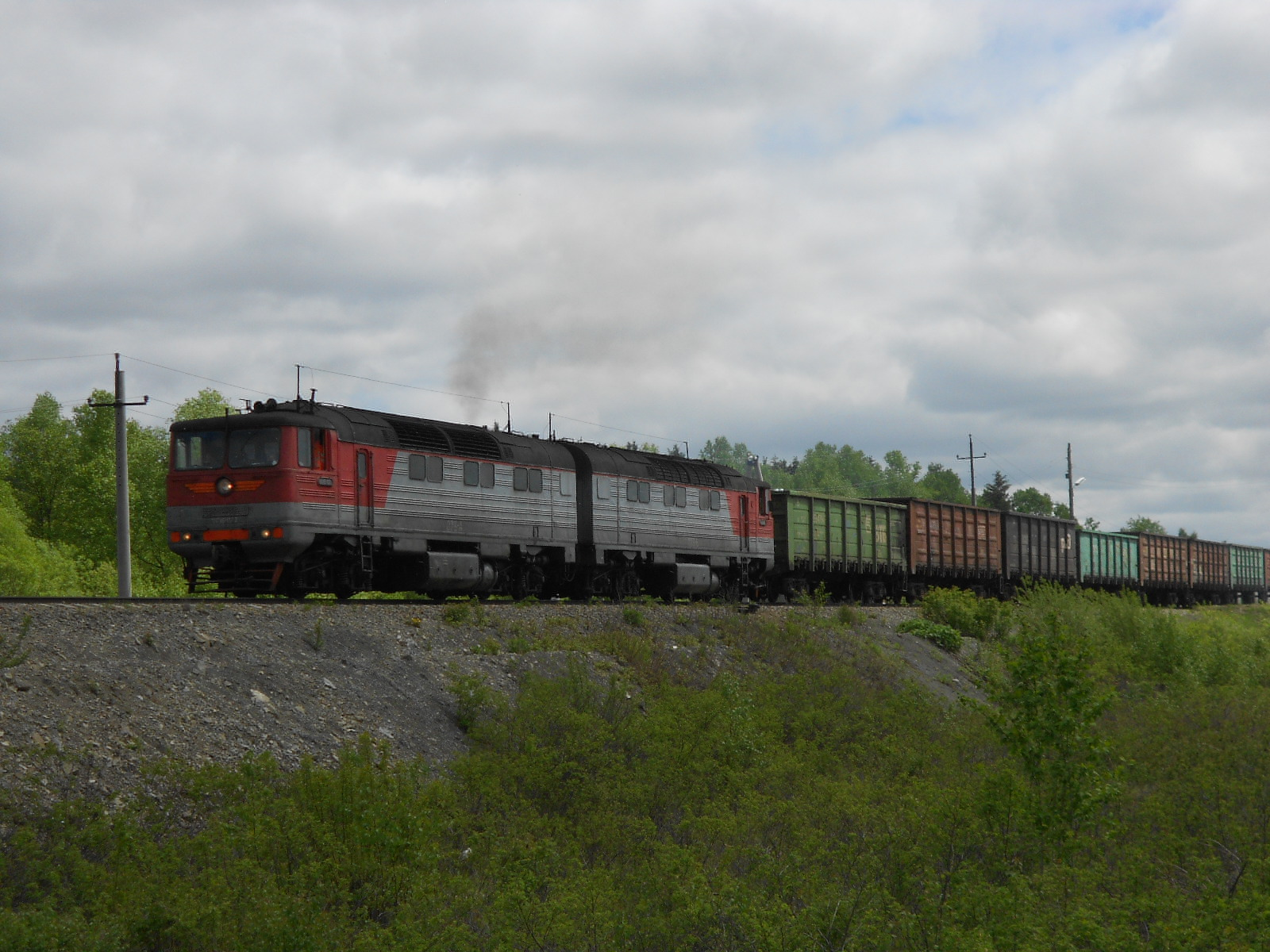
在萨哈林州运行的火车 2010年代已退役

萨哈林铁路线图

铁路运输占该地区货运量的27%至30%。岛上货运和客运铁路交通服务主要由萨哈林铁路提供。该铁路网是日本时期遗留的，仅北部一部分是由苏联时期建的；日本法西斯和私营公司勾结，强迫被欺骗来的中国和朝鲜工人筑路，这种强迫劳动称为“章鱼部屋劳动（タコ部屋労働）”。萨哈林州的铁路较俄罗斯其他地区较为特别。它直到2019年仍使用1,067毫米窄轨，部分铁道是更窄的轨道。自2000年起，开始将轨距规格转换为1520毫米的俄国标准。截至2013年10月，该岛铁路主干线806公里中的约495公里已重建。到2020年，萨哈林铁路向俄罗斯标准的转换已经完成。其营运长度是804.9千米。只有单轨，沿线有34个站，由内燃机车牵引。年货运量约350万吨，旅客运输量110万人次，员工人数约为3500人。四对长途列车和五对市郊铁路线路提供客运。在铁路运输结构中，煤炭、木材和建材、鱼产品和石油产品占据主导地位。根据《2030年俄罗斯联邦铁路运输发展战略》，萨哈林岛计划与大陆相连，即谢利欣站-内什。過去曾嘗試过實施這項計畫，惟直到今天，隧道仍未开工。为了继续发展萨哈林岛的交通基础设施，有人提出了建造萨哈林岛-北海道隧道的建议，但也就是个提议。值得一提的是，萨哈林岛铁路网使用当地时间，异于俄国其他铁路统一使用莫斯科时间。
萨哈林州属于俄罗斯联邦的少数几个拥有连接该州与大陆的复杂运输计划的联邦主体。该州位于59个岛屿上，有石油、天然气、煤炭等特殊的自然资源，同时该州属于交通联系不稳定的地区。在该州海运具有重要意义。几乎所有运往萨哈林岛和千岛群岛的货物，以及与大陆和外国相反方向的货物都是通过海运运输的。海运占货物总周转量的61.7%。主要运输的货物是工业和技术产品，例如石油产品、机械、设备、水泥和轧制黑色金属，以及基本食品。从其他地区通过海路到达该州的港口主要是霍尔姆斯克和科尔萨科夫，之后转运铁路和公路。萨哈林岛的海上运输基础设施包括港口边界内的8个海港和11个海运码头、运输船队和瓦尼诺-霍尔姆斯克海上铁路渡轮服务。该州没有内河航运。
该州拥有发达的天然气和石油管道网络，将萨哈林岛油气田通过萨哈林1号和萨哈林2号两条石油管线和大陆连接起来。

## 教育
该州有两所大专院校和两所分校。
| 名称               | 分支                     | 种类 | 归属 | 建校 | 位置         | 学生人数 |
| ------------------ | ------------------------ | ---- | ---- | ---- | ------------ | -------- |
| 萨哈林国立综合大学 | 不适用                   | 大学 | 国立 | 1949 | 南萨哈林斯克 | 4856     |
| 萨哈林人文技术学院 | 不适用                   | 学院 | 私立 | 1991 | 南萨哈林斯克 | 729      |
| 萨哈林铁路运输学院 | 远东国立交通大学         | 学院 | 国立 | 1961 | 南萨哈林斯克 | 1753     |
| 南萨哈林斯克学院   | 俄罗斯普列汉诺夫经济大学 | 学院 | 国立 | 1946 | 南萨哈林斯克 | 约2000   |